# Clarinet
Kèn Cla-ri-nét có hình dáng tương tự sáo dọc, nhưng có miệng thổi bằng dăm đơn (single reed). Nó có âm thanh rất hay, phong phú đẹp đẽ và có nhiều kỹ xảo nên được mệnh danh là "Vua Kèn gỗ".
Trong dàn nhạc, thường có ba loại: Cla-ri-nét giọng Si giáng, Cla-ri-nét giọng La và, ít dùng hơn, Cla-ri-nét giọng Do.
Về mặt kỹ thuật, khi viết cho Cla-ri-nét phải dịch giọng lên một cung (giọng Si giáng) hoặc một cung rưỡi (giọng La).
Về mặt kỹ xảo, Cla-ri-nét có những đặc đỉểm như sau:
- Khống chế cường độ: rất tốt, Cla-ri-nét có thể thay đổi rất nhạy từ mạnh sang nhẹ (hoặc ngược lại).
- Sự linh hoạt: kỹ xảo của nó rất nhanh, có thể chạy âm giai và rải hợp âm với tốc độ cao.

- Khó láy rền (Tremolo): nốt nhắc lại tại chỗ không được nhanh (so với sáo ngang).
- Hạn chế nốt ngắt (Staccato): không nên dùng với tốc độ quá nhanh, nên sử dụng tối đa ở hình thức móc đôi với chỉ số tốc độ là nốt đen = 120.

- Giữ hơi: có thể giữ hơi được lâu (giống sáo dọc), giai điệu có thể viết dài hơn (so với sáo ngang), theo tính toán của các nhạc sĩ Pháp (Ch. M Udeau và M. Turbal), người ta có thể gữi hơi từ 40 đến 45 giây ở âm vực tốt và sắc thái nhẹ (piano).
- Lặp lại nhạc tố: nếu sử dụng nhiều các âm hình nhắc lại cũng sẽ gây trở ngại cho người biểu diễn. Nếu cần, có thể phân ra cho 2 hoặc 3 Cla-ri-nét chơi nối tiếp nhau.

Ghi chú: Nhóm nhạc cụ này còn có Piccolo Clarinet, Alto Clarinet và Bass Clarinet (xem hình bên dưới).